# Apomys
Apomys é um gênero de roedores da família Muridae, endêmico das Filipinas.

## Espécies
- Apomys abrae (Sanborn, 1952)
- Apomys camiguinensis Heaney e Tabaranza, 2006
- Apomys datae (Meyer, 1899)
- Apomys gracilirostris Ruedas, 1995
- Apomys hylocetes Mearns, 1905
- Apomys insignis Mearns, 1905
- Apomys littoralis (Sanborn, 1952)
- Apomys microdon Hollister, 1913
- Apomys musculus Miller, 1911
- Apomys sacobianus Johnson, 1962